# 79년 베수비오산 분화
79년 베수비오산 분화는 서기 79년 8월 24일 이탈리아 베수비오산이 대분화한 사건을 말한다. 이 분화로 인해 폼페이, 헤르쿨라네움등의 도시가 화산재에 묻혔다.

## 전조인 지진
서기 62년 2월 5일 메르칼리 진도 IX 또는 X에 해당하는 최대 진도와 규모 M5~6으로 추정되는 지진이 폼페이와 헤르쿨라네움을 강타하여 도시들이 심각하게 파괴되었다. 이 지진은 같은 두 도시를 파괴한 79년 베수비오산 분화의 전조로 추정된다.

## 베수비오산 분화

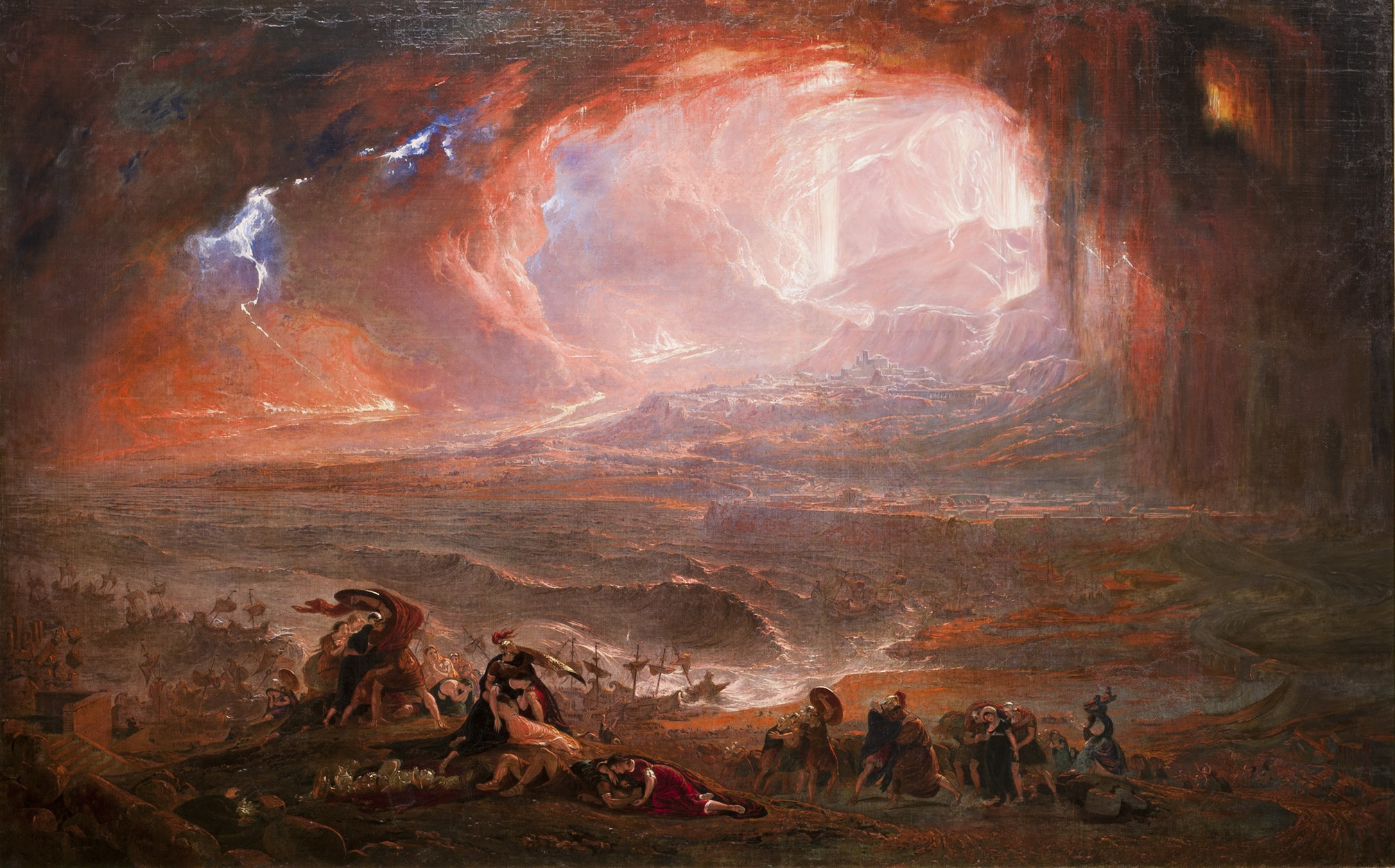
존 마틴이 그린 79년 베수비오산 분화

79년 8월 24일 오후 1시, 베수비오산이 돌연 폭발했다. 거대한 폭발과 함께 검은 구름이 분출되면서 화산이 분화하기 시작한 것이다. 화산은 엄청난 양의 화산재와 화산분출물을 뿜어냈다.
하늘에서 비오듯 쏟아져내리는 엄청난 양의 흙과 돌은 순식간에 폼페이를 뒤덮어버렸다. 운 좋게 도망친 사람들도 있었으나, 조금이라도 늦은 사람들은 피할 겨를도 없이 지상을 뒤덮은 고온 가스와 열구름에 질식하거나 뜨거운 열에 의해 타죽고 말았다. 이 폭발로 당시 폼페이 인구의 약 10%인 약 2,000명이 사망하였다.
폼페이 멸망의 참극에 대해서는 로마의 정치가 소 플리니우스가 역사가 타키투스에게 보낸 편지 속에 잘 나타나 있다. 소플리니우스는 베수비오 화산에서 40킬로미터 정도 떨어진 나폴리만 입구 미네눔에 머물고 있었는데, 폭발 당일 소플리니우스의 어머니가 베수비오산 상공에 이상한 모양의 거대한 구름이 떠 있는 것을 목격하고 소 플리니우스에게 알려주었다. 소 플리니우스는 좋지 않은 일이 일어날 것으로 생각하고 재빨리 어머니와 함께 먼 곳으로 피난을 떠났다. 후에 그는 편지 속에서 그때의 모습을 상세하게 묘사했다. 그리고 그의 숙부인 플리니우스는 함대의 제독으로 군함을 타고 나가 구조 활동을 펼쳤지만 독성이 강한 화산 가스에 질식해 그만 죽고 말았다.
로마 황제 티투스는 폼페이 참극에 대해 보고를 받고 곧바로 구제 조치를 취했지만, 피해 규모가 너무나 커서 화산 분출물에 의해 도시는 완전히 파묻혀버리고 말았다. 로마 황제 티투스까지 나서서 폼페이의 몰락을 막아보려 했지만 폼페이는 역사 속으로 사라지고 말았다.
타락한 도시의 신의 벌이라고 불리는 폼페이의 최후는 79년 베수비오산의 폭발로 폼페이 시가 엄청난 혼란에 빠져 약 2천여 명의 시민들이 목숨을 잃고 로마의 화려한 문화를 자랑하던 광장과 대규모의 호화스러운 건물하고 극장, 상가, 그리고 당시의 최고의 설비를 자랑하던 스타비안 목욕탕(Stabian baths)이 화산재에 묻혀 멸망하고 말았다. 화산 폭발 후 조사차 이곳을 방문한 플리니우스도 사고로 목숨을 잃고 말았으며 피해상황이 하도 엄청나서 로마는 폼페이의 발굴 및 재건에 손도 못 댔고 일확천금을 노리는 도굴꾼만 득실거렸다고 한다.